# Cixius obvia
Cixius obvia är en insektsart som beskrevs av Tsaur 1991. Cixius obvia ingår i släktet Cixius och familjen kilstritar. Inga underarter finns listade i Catalogue of Life.